# Intercultureel bemiddelaar
Een intercultureel bemiddelaar (ICB) is een hulpverlener die in een sociale context, zoals ziekenhuizen, communicatie tussen hulpverleners en anderstalige patiënten mogelijk maakt. Een intercultureel bemiddelaar is echter meestal geen professioneel geschoolde tolk, maar een maatschappelijk werker die zeer goed met de specifieke culturele achtergrond van de patiënt vertrouwd is.

## ICB worden
Er bestaat geen specifieke opleiding tot intercultureel bemiddelaar. Kandidaten moeten wel minstens over een bachelordiploma in gezondheid of onderwijs beschikken en vloeiend Nederlands en andere vreemde talen spreken. Daarnaast moet de kandidaat over een goed inlevingsvermogen in andere culturen beschikken. Een ICB komt ook bij voorkeur uit dezelfde culturele omgeving als de patiënt om gemakkelijker zijn vertrouwen te winnen. Daarnaast zijn meeste interculturele bemiddelaars vrouwen omdat het in veel culturen gevoeliger ligt dat een man zich in medische aangelegenheden mengt.

## Takenpakket ICB
Zoals hierboven vermeld is een intercultureel bemiddelaar meestal geen professioneel geschoolde tolk of sociaal tolk. Tolken behoort echter wel tot het takenpakket van de ICB, vooral omdat hij als 'bruggenbouwer tussen culturen' optreedt. In die functie is hij een culturele bemiddelaar tussen de hulpzoekende en de hulpverlener. Een ICB licht daarbij een hulpzoekende in over de manier van werken en de cultuur van de hulpverlener en omgekeerd. 
Een ICB biedt ook hulp bij verplaatsing naar het ziekenhuis, het invullen van documenten en bij conflicten. Ook geeft hij voorlichting aan migranten en signaleert hij discreet knelpunten bij beide partijen. Daarnaast komen ze op voor de rechten van de hulpzoekende en gaan ze  op zoek naar problemen die zich in het hele hulpverleningsproces hebben voorgedaan.

## ICB's bij overheidsdiensten
Meestal doen overheidsdiensten zoals OCMW's een beroep op interculturele bemiddelaars. In de laatste jaren is het aantal aanvragen van migranten bij zulke overheidsdiensten sterk gestegen. Vaak beheersen ze namelijk amper of zelfs geen Nederlands en begrijpen ze de procedures niet. Een intercultureel bemiddelaar kan dan bijspringen om zo een gevoel van vertrouwen bij de hulpzoekende te creëren dankzij hun gemeenschappelijke culturele achtergrond. 